# Dyskografia Iron Maiden
Dyskografia Iron Maiden – brytyjskiego zespołu heavymetalowego składa się z siedemnastu albumów studyjnych, trzynastu albumów koncertowych, siedmiu kompilacji, czterech mini-albumów, sześćdziesięciu pięciu singli i maxi-singli oraz dwudziestu wydawnictw audio-wizualnych.
Zespół założył w 1975 basista Steve Harris. Po kilku przesłuchaniach do grupy dołączyli: wokalista Paul Di’Anno, gitarzyści Dave Murray i Dennis Stratton oraz perkusista Clive Burr. W 1980 muzycy wydali debiutancki album Iron Maiden, który uczynił zespół głównym przedstawicielem nurtu NWOBHM. W 1981 Strattona zastąpił Adrian Smith i wydał z zespołem album Killers. W tym samym roku Paul Di’Anno został zastąpiony przez Bruce’a Dickinsona. W 1982 grupa wydała The Number of the Beast, który jako pierwszy album zespołu zajął pierwsze miejsce na liście UK Albums Chart i uzyskał status platynowej płyty w Stanach Zjednoczonych. W 1983 nowym perkusistą został Nicko McBrain, wydając z formacją album Piece of Mind. Kolejnym wydawnictwem był Powerslave (1984). W 1986 muzycy poszerzyli swój repertuar o syntezatory gitarowe na albumie Somewhere in Time. Kolejny album, Seventh Son of a Seventh Son (1988), będący albumem koncepcyjnym, zajął pierwsze miejsce na liście UK Albums Chart.
Skład zespołu pozostał niezmieniony aż do 1990, kiedy grupę opuścił Adrian Smith, zastąpiony przez Janicka Gersa. W tym samym roku został wydany album No Prayer for the Dying, który uzyskał status złotej płyty w Stanach Zjednoczonych. W 1992 muzycy wydali album Fear of the Dark, a rok później grupę opuścił Bruce Dickinson. Zastąpił go Blaze Bayley, który zadebiutował na dziesiątym albumie studyjnym, The X Factor (1995). Tuż po wydaniu albumu Virtual XI w 1998, Bayley opuścił zespół. Płyty nagrane w składzie z Bayleyem należały do najgorzej przyjętych w historii formacji.
W 1999 do formacji powrócili Dickinson i Smith, by w 2000 wydać album Brave New World, dzięki któremu zespół powrócił do muzycznej ekstraklasy. Kolejnymi wydawnictwami były albumy Dance of Death (2003) i A Matter of Life and Death (2006), które umocniły pozycję zespołu. Wydany w 2010 album The Final Frontier, zadebiutował na pierwszym miejscu list przebojów w dwudziestu ośmiu krajach. Podwójny album studyjny The Book of Souls (2015) dotarł ostatecznie na szczyty list bestsellerów w 46 krajach świata, co uczyniło go najlepiej notowanym wydawnictwem w historii grupy. Wydany we wrześniu 2021 kolejny dwupłytowy album Senjutsu kontynuował dobrą passę formacji. Pomimo braku wsparcia promocyjnego ze strony mediów głównego nurtu, Iron Maiden pozostaje jedną z najbardziej utytułowanych formacji heavymetalowych w historii. Według wielu źródeł sumaryczny nakład 37 regularnych albumów grupy szacowany jest na około 150 milionów sprzedanych egzemplarzy, z czego około 130 milionów sprzedano z naklejką EMI/Parlaphone. Jak podaje MD Daily Record wszystkie wydawnictwa audio-wizualne formacji sprzedały się na całym świecie w ponad 200 milionach kopii, wliczając w to regularne albumy, single, kasety VHS, płyty DVD, wszelkie publikacje promocyjne oraz wszelkiego rodzaju kompilacje nagrań. W ciągu 50 lat działalności grupa opublikowała 17 albumów studyjnych, których łączny nakład przekroczył 115 milionów egzemplarzy. Zespół w toku kariery otrzymał ponad 700 „srebrnych”, „złotych” oraz „platynowych” płyt.

## Albumy studyjne
• UWAGA: Zestawienia zawierają wyłącznie najwyższe pozycje jakie poszczególne wydawnictwa Iron Maiden uzyskały na listach bestsellerów wszelkich nośników (np. fizycznych, winylowych i elektronicznych) na przestrzeni całej kariery grupy!
| Rok | Dane dot. albumu                                                                                                   | • Pozycje na listach sprzedaży | • Pozycje na listach sprzedaży | • Pozycje na listach sprzedaży | • Pozycje na listach sprzedaży | • Pozycje na listach sprzedaży | • Pozycje na listach sprzedaży | • Pozycje na listach sprzedaży | • Pozycje na listach sprzedaży | • Pozycje na listach sprzedaży | • Pozycje na listach sprzedaży | • Pozycje na listach sprzedaży | • Pozycje na listach sprzedaży | • Pozycje na listach sprzedaży | • Pozycje na listach sprzedaży | • Pozycje na listach sprzedaży | • Pozycje na listach sprzedaży | • Pozycje na listach sprzedaży | • Pozycje na listach sprzedaży | • Pozycje na listach sprzedaży | • Pozycje na listach sprzedaży | • Pozycje na listach sprzedaży | • Pozycje na listach sprzedaży | • Pozycje na listach sprzedaży | • Pozycje na listach sprzedaży | • Pozycje na listach sprzedaży | • Pozycje na listach sprzedaży | • Pozycje na listach sprzedaży | • Pozycje na listach sprzedaży | • Pozycje na listach sprzedaży | • Pozycje na listach sprzedaży | • Pozycje na listach sprzedaży | Certyfikat |
| Rok | Dane dot. albumu                                                                                                   | EU                             | GBR                            | SCT                            | USA                            | CAN                            | JPN **                         | IND *                          | AUS                            | NZL                            | BRA                            | CHI                            | ARG                            | MEX                            | SPA                            | DEU                            | AUT                            | CHE                            | FIN                            | NOR                            | SWE                            | DEN                            | FR                             | ITA                            | NLD                            | BELF                           | BELW                           | GRE                            | HUN                            | CRO                            | CZE                            | POL                            | Certyfikat |
| --- | --- | ------------------------------ | ------------------------------ | ------------------------------ | ------------------------------ | ------------------------------ | ------------------------------ | ------------------------------ | ------------------------------ | ------------------------------ | ------------------------------ | ------------------------------ | ------------------------------ | ------------------------------ | ------------------------------ | ------------------------------ | ------------------------------ | ------------------------------ | ------------------------------ | ------------------------------ | ------------------------------ | ------------------------------ | ------------------------------ | ------------------------------ | ------------------------------ | ------------------------------ | ------------------------------ | ------------------------------ | ------------------------------ | ------------------------------ | ------------------------------ | ------------------------------ | --- |
| 1980 | Iron Maiden - Wydany: 14 kwietnia 1980 - Wytwórnia: EMI - Format: CD, CS                                           | 18                             | 4                              | 5                              | 132                            | 25                             | 10                             | 8                              | –                              | –                              | 5                              | 10                             | –                              | –                              | –                              | 16                             | 12                             | 15                             | 15                             | 27                             | 17                             | 12                             | 10                             | 67                             | 33                             | 8                              | –                              | 13                             | 25                             | 2                              | 23                             | 21                             | - GBR: platynowa płyta - USA: złota płyta - CAN: platynowa płyta - BRA: złota płyta - ARG: złota płyta - MEX: platynowa płyta - CHI: platynowa płyta - CHE: złota płyta - AUT: złota płyta - JUG: złota płyta - DEU: złota płyta - SWE: złota płyta - FIN: złota płyta - NOR: złota płyta - DEN: złota płyta - ITA: złota płyta - FRA: 2 x złota płyta - BEL: złota płyta - ESP: złota płyta - JAP: złota płyta - NZ: złota płyta |
| 1981 | Killers - Wydany: 2 lutego 1981 - Wytwórnia: EMI - Format: CD, CS                                                  | 8                              | 12                             | 5                              | 75                             | 25                             | 5                              | 12                             | 35                             | 41                             | 10                             | 12                             | –                              | –                              | 31                             | 10                             | 11                             | 10                             | 8                              | 19                             | 7                              | 5                              | 1                              | 15                             | 22                             | 5                              | –                              | 10                             | 15                             | 3                              | 35                             | –                              | - GBR: platynowa płyta - USA: złota płyta - CAN: platynowa płyta - BRA: złota płyta - MEX: platynowa płyta - DEU: złota płyta - CHE: złota płyta - JUG: złota płyta - GRE: złota płyta - BEL: złota płyta - HOL: złota płyta - FRA: platynowa płyta - SWE: złota płyta - FIN: złota płyta - NOR: złota płyta - DEN: złota płyta - ITA: złota płyta - JAP: złota płyta - AUS: złota płyta - ESP: złota płyta - AUT: złota płyta - NZ: złota płyta |
| 1982 | The Number of the Beast - Wydany: 29 marca 1982 - Wytwórnia: EMI - Format: CD, CS                                  | 1                              | 1                              | 1                              | 33                             | 5                              | 3                              | 2                              | 3                              | 5                              | 1                              | 5                              | 5                              | 3                              | 5                              | 10                             | 3                              | 5                              | 3                              | 6                              | 1                              | 5                              | 1                              | 8                              | 6                              | 3                              | 1                              | 1                              | 1                              | 1                              | 5                              | 1                              | - GBR: 2× platynowa płyta - USA: platynowa płyta - CAN: 3× platynowa płyta - BRA: 2× platynowa płyta - ARG: platynowa płyta - URG: złota płyta - DEU: złota płyta - HUN: platynowa płyta - JUG: złota płyta - FRA: platynowa płyta - ITA: 2× złota płyta - AUT: platynowa płyta - CHE: platynowa płyta - GRE: platynowa płyta - BEL: złota płyta - HOL: złota płyta - DEN: złota płyta - ESP: platynowa płyta - MEX: platynowa płyta - CHI: platynowa płyta - POR: platynowa płyta - SWE: 2× platynowa płyta - FIN: 3× platynowa płyta - NOR: platynowa płyta - JAP: platynowa płyta - AUS: 2× platynowa płyta - NZ: 2× platynowa płyta - IND: złota płyta - IRL: złota płyta - CRO: złota płyta - POL: złota płyta |
| 1983 | Piece of Mind - Wydany: 16 maja 1983 - Wytwórnia: EMI - Format: CD, CS, LP                                         | 3                              | 3                              | 2                              | 14                             | 10                             | 5                              | 5                              | 6                              | 5                              | 5                              | 5                              | 4                              | 10                             | 8                              | 6                              | 5                              | 5                              | 3                              | 9                              | 5                              | 5                              | 3                              | 6                              | 9                              | 3                              | –                              | 1                              | 3                              | 1                              | 8                              | –                              | - GBR: platynowa płyta - GBR: 3 x złota płyta - USA: platynowa płyta - CAN: 2× platynowa płyta - BRA: złota płyta - MEX: złota płyta - CHI: złota płyta - DEU: złota płyta - CHE: złota płyta - BEL: złota płyta - DEN: złota płyta - ESP: złota płyta - POR: złota płyta - FIN: złota płyta - NOR: złota płyta - SWE: złota płyta - JUG: złota płyta - HUN: złota płyta - FRA: 2 x złota płyta - ITA: złota płyta - AUT: złota płyta - JAP: platynowa płyta - AUS: złota płyta - NZ: złota płyta |
| 1984 | Powerslave - Wydany: 3 września 1984 - Wytwórnia: EMI - Format: CD, CS, LP                                         | 2                              | 1                              | 1                              | 8                              | 5                              | 4                              | 4                              | 10                             | 6                              | 5                              | 5                              | 5                              | 6                              | 5                              | 3                              | 15                             | 2                              | 2                              | 4                              | 2                              | 3                              | 3                              | 3                              | 5                              | 3                              | –                              | 2                              | 1                              | 2                              | 6                              | –                              | - GBR: złota płyta - USA: platynowa płyta - CAN: 2× platynowa płyta - BRA: złota płyta - MEX: złota płyta - CHI: złota płyta - AUT: złota płyta - DEU: złota płyta - CHE: złota płyta - JUG: złota płyta - HUN: platynowa płyta - SWE: złota płyta - FIN: złota płyta - ITA: złota płyta - GRE: złota płyta - FRA: 3 x złota płyta - ESP: złota płyta - POR: złota płyta - JAP: złota płyta - NZ: złota płyta |
| 1986 | Somewhere in Time - Wydany: 29 września 1986 - Wytwórnia: EMI - Format: CD, CS, LP                                 | 1                              | 2                              | 1                              | 11                             | 5                              | 3                              | 3                              | 23                             | 5                              | 1                              | 3                              | 5                              | 5                              | 5                              | 5                              | 10                             | 5                              | 2                              | 6                              | 2                              | 5                              | 1                              | 4                              | 2                              | 3                              | –                              | 1                              | 1                              | 3                              | 5                              | –                              | - GBR: złota płyta - USA: 2× platynowa płyta - FIN: złota płyta - DEU: złota płyta - HUN: platynowa płyta - JUG: złota płyta - CHE: złota płyta - GRE: złota płyta - HOL: złota płyta - SWE: platynowa płyta - NOR: złota płyta - POR: złota płyta - ESP: złota płyta - ITA: złota płyta - FRA: 3 x złota płyta - CAN: 2× platynowa płyta - JAP: złota płyta - BRA: platynowa płyta - ARG: złota płyta - MEX: złota płyta - CHI: złota płyta |
| 1988 | Seventh Son of a Seventh Son - Wydany: 11 kwietnia 1988 - Wytwórnia: EMI - Format: CD, CS, LP                      | 1                              | 1                              | 1                              | 12                             | 5                              | 39                             | 3                              | 10                             | 3                              | 1                              | 1                              | 3                              | 3                              | 3                              | 3                              | 6                              | 2                              | 1                              | 3                              | 2                              | 2                              | 1                              | 2                              | 2                              | 2                              | –                              | 1                              | 2                              | 1                              | 5                              | –                              | - GBR: złota płyta - USA: platynowa płyta - BRA: złota płyta - ARG: złota płyta - URG: złota płyta - CHI: złota płyta - DEU: złota płyta - BEL: złota płyta - DEN: złota płyta - AUT: złota płyta - HUN: złota płyta - JUG: złota płyta - HOL: platynowa płyta - ESP: złota płyta - ITA: platynowa płyta - FRA: 2 x złota płyta - CHE: złota płyta - GRE: złota płyta - SWE: platynowa płyta - NOR: platynowa płyta - FIN: platynowa płyta - CAN: 2× platynowa płyta - NZ: złota płyta |
| 1990 | No Prayer for the Dying - Wydany: 1 października 1990 - Wytwórnia: EMI - Format: CD, CS, LP                        | 5                              | 2                              | 1                              | 17                             | 27                             | 10                             | 16                             | 23                             | 17                             | 5                              | 8                              | 6                              | 8                              | 13                             | 7                              | 19                             | 11                             | 5                              | 4                              | 4                              | 7                              | 7                              | 15                             | 31                             | 8                              | –                              | 3                              | 25                             | 10                             | 12                             | –                              | - GBR: złota płyta - ITA: złota płyta - FRA: złota płyta - FIN: złota płyta - ESP: złota płyta - DEU: złota płyta - SWE: złota płyta - URG: złota płyta - BRA: złota płyta - USA: 2 x złota płyta - CAN: platynowa płyta |
| 1992 | Fear of the Dark - Wydany: 11 maja 1992 - Wytwórnia: EMI - Format: CD, CS, LP                                      | 1                              | 1                              | 1                              | 8                              | 12                             | 2                              | 3                              | 10                             | 3                              | 1                              | 1                              | 3                              | –                              | 5                              | 5                              | 8                              | 5                              | 3                              | 5                              | 2                              | 8                              | 1                              | 5                              | 36                             | 3                              | –                              | 1                              | 5                              | 5                              | 1                              | 1                              | - GBR: złota płyta - BRA: platynowa płyta - FIN: złota płyta - SWE: złota płyta - FRA: 2 x złota płyta - CHE: złota płyta - GRE: złota płyta - ESP: złota płyta - POR: srebrna płyta - DEU: złota płyta - ITA: platynowa płyta - CAN: złota płyta - ARG: złota płyta - URG: złota płyta - CHI: złota płyta - POL: złota płyta - IND: złota płyta - JAP: złota płyta |
| 1995 | The X Factor - Wydany: 2 października 1995 - Wytwórnia: EMI - Format: CD, CS, LP                                   | 5                              | 8                              | 5                              | 147                            | 43                             | 11                             | 16                             | –                              | –                              | 2                              | 3                              | 8                              | –                              | 8                              | 16                             | 19                             | 27                             | 2                              | 25                             | 4                              | 6                              | 5                              | 13                             | 29                             | 7                              | –                              | 1                              | 5                              | 5                              | 2                              | 2                              | - GBR: srebrna płyta - ITA: złota płyta - FRA: złota płyta - GRE: złota płyta - FIN: złota płyta - SWE: złota płyta - ESP: złota płyta - BRA: złota płyta - ARG: złota płyta - URG: złota płyta |
| 1998 | Virtual XI - Wydany: 23 marca 1998 - Wytwórnia: EMI - Format: CD, CS, LP                                           | 10                             | 16                             | 10                             | 124                            | 60                             | 19                             | 20                             | –                              | –                              | 1                              | 1                              | –                              | –                              | 10                             | 16                             | 24                             | 39                             | 5                              | 28                             | 16                             | 11                             | 12                             | 8                              | 26                             | 18                             | –                              | 1                              | 10                             | 5                              | 3                              | 5                              | - GBR: srebrna płyta - GRE: złota płyta - BRA: złota płyta |
| 2000 | Brave New World - Wydany: 29 maja 2000 - Wytwórnia: EMI - Format: CD, CS, LP                                       | 1                              | 5                              | 2                              | 39                             | 23                             | 6                              | 5                              | 10                             | 8                              | 1                              | 1                              | 3                              | 5                              | 5                              | 3                              | 10                             | 9                              | 1                              | 4                              | 1                              | 5                              | 3                              | 3                              | 16                             | 10                             | –                              | 1                              | 3                              | 1                              | 1                              | 1                              | - GBR: złota płyta - CAN: złota płyta - DEU: złota płyta - CHE: złota płyta - POL: złota płyta - CZE: złota płyta - FIN: platynowa płyta - SWE: złota płyta - NOR: platynowa płyta - GRE: złota płyta - ESP: platynowa płyta - POR: złota płyta - ITA: złota płyta - FRA: złota płyta - AUS: złota płyta - AUT: złota płyta - NZ: złota płyta - BRA: platynowa płyta - ARG: złota płyta - MEX: złota płyta - CHI: złota płyta - IND: złota płyta |
| 2003 | Dance of Death - Wydany: 8 września 2003 - Wytwórnia: EMI - Format: CD, CS, LP                                     | 1                              | 2                              | 1                              | 18                             | 5                              | 4                              | 3                              | 12                             | 21                             | 1                              | 1                              | 1                              | 3                              | 3                              | 2                              | 3                              | 2                              | 1                              | 3                              | 1                              | 10                             | 3                              | 1                              | 10                             | 3                              | –                              | 1                              | 2                              | 1                              | 1                              | 3                              | - GBR: złota płyta - DEU: złota płyta - FRA: złota płyta - CZE: złota płyta - CHE: złota płyta - FIN: platynowa płyta - NOR: platynowa płyta - SWE: złota płyta - GRE: złota płyta - POR: srebrna płyta - ESP: złota płyta - ITA: złota płyta - BRA: platynowa płyta - ARG: złota płyta - CHI: złota płyta - IND: złota płyta |
| 2006 | A Matter of Life and Death - Wydany: 28 sierpnia 2006 - Wytwórnia: EMI - Format: CD, CS, LP                        | 1                              | 4                              | 2                              | 9                              | 2                              | 5                              | 1                              | 12                             | 16                             | 1                              | 1                              | 1                              | 2                              | 3                              | 1                              | 4                              | 2                              | 1                              | 2                              | 1                              | 8                              | 5                              | 1                              | 7                              | 7                              | 5                              | 1                              | 1                              | 1                              | 1                              | 1                              | - GBR: złota płyta - CAN: złota płyta - DEU: złota płyta - CZE: złota płyta - FRA: złota płyta - FIN: platynowa płyta - SWE: platynowa płyta - NOR: platynowa płyta - CHE: złota płyta - AUT: złota płyta - AUS: złota płyta - CHI: złota płyta - GRE: złota płyta - ESP: złota płyta - POR: złota płyta - ITA: złota płyta - BRA: złota płyta - MEX: złota płyta - IND: platynowa płyta |
| 2010 | The Final Frontier - Wydany: 16 sierpnia 2010 - Wytwórnia: EMI - Format: CD, LP, digital download                  | 1                              | 1                              | 1                              | 4                              | 1                              | 1                              | 1                              | 2                              | 1                              | 1                              | 1                              | 1                              | 1                              | 1                              | 1                              | 1                              | 1                              | 1                              | 1                              | 1                              | 1                              | 1                              | 1                              | 2                              | 2                              | 2                              | 1                              | 1                              | 1                              | 1                              | 3                              | - CAN: złota płyta - POL: złota płyta - CZE: złota płyta - CHE: złota płyta - FIN: platynowa płyta - SWE: platynowa płyta - NOR: platynowa płyta - DEN: złota płyta - DEU: złota płyta - AUT: platynowa płyta - ITA: złota płyta - FRA: złota płyta - GRE: złota płyta - ESP: złota płyta - POR: złota płyta - COL: złota płyta - BRA: platynowa płyta - ARG: złota płyta - CHI: złota płyta - RUS: złota płyta - CRO: złota płyta - IND: platynowa płyta - AUS: złota płyta - NZ: złota płyta - IRL: złota płyta |
| 2015 | The Book of Souls - Wydany: 4 września 2015 - Wytwórnia: Parlophone - Format: CD, LP, digital download             | 1                              | 1                              | 1                              | 4                              | 2                              | 1                              | 1                              | 2                              | 2                              | 1                              | 1                              | 1                              | 1                              | 1                              | 1                              | 1                              | 1                              | 1                              | 1                              | 1                              | 3                              | 1                              | 1                              | 1                              | 1                              | 2                              | 1                              | 1                              | 1                              | 1                              | 1                              | - GBR: złota płyta - NOR: złota płyta - RUS: złota płyta - POL: złota płyta - CRO: platynowa płyta - CZE: platynowa płyta - HUN: platynowa płyta - GRE: złota płyta - FIN: złota płyta - SWE: złota płyta - FRA: złota płyta - ITA: złota płyta - AUT: złota płyta - AUS: złota płyta - ARG: złota płyta - MEX: złota płyta - CAN: platynowa płyta - NZ: platynowa płyta - BRA: platynowa płyta - CHI: platynowa płyta - IND: platynowa płyta - CHE: złota płyta - ESP: platynowa płyta - POR: złota płyta - DEU: złota płyta - DEN: złota płyta - BEL: złota płyta |
| 2021 | Senjutsu - Wydany: 3 września 2021 - Wytwórnia: Parlophone - Format: CD, LP, Deluxe Edition, Box, digital download | 1                              | 2                              | 1                              | 1                              | 5                              | 2                              | 1                              | 3                              | 9                              | 1                              | 1                              | 1                              | 1                              | 1                              | 1                              | 1                              | 1                              | 1                              | 5                              | 1                              | 5                              | 2                              | 1                              | 2                              | 1                              | 1                              | 1                              | 1                              | 1                              | 2                              | 2                              | - HUN: złota płyta - CRO: 3× złota płyta - CZE: złota płyta - POL: złota płyta - GRE: złota płyta - DEU: złota płyta - AUT: złota płyta - CHI: złota płyta - BRA: złota płyta - FRA: złota płyta - ITA: złota płyta - ESP: złota płyta - SWE: złota płyta - UK: złota płyta |
| „–” album nie był notowany na danej liście * Indie: Albumy 1980 – 1998 Back Catalogue Sales Charts 2010 **Japonia: International Album Chart | |                                |                                |                                |                                |                                |                                |                                |                                |                                |                                |                                |                                |                                |                                |                                |                                |                                |                                |                                |                                |                                |                                |                                |                                |                                |                                |                                |                                |                                |                                |                                | |

## Albumy koncertowe
| Rok                                                     | Dane dot. albumu | Pozycje na listach przebojów | Pozycje na listach przebojów | Pozycje na listach przebojów | Pozycje na listach przebojów | Pozycje na listach przebojów | Pozycje na listach przebojów | Pozycje na listach przebojów | Pozycje na listach przebojów | Pozycje na listach przebojów | Pozycje na listach przebojów | Pozycje na listach przebojów | Pozycje na listach przebojów | Certyfikat |
| Rok                                                     | Dane dot. albumu | GBR                          | AUT                          | FIN                          | DEU                          | JPN                          | NLD                          | NOR                          | SWE                          | CHE                          | USA                          | CRO                          | POL                          | Certyfikat |
| ------------------------------------------------------- | --- | ---------------------------- | ---------------------------- | ---------------------------- | ---------------------------- | ---------------------------- | ---------------------------- | ---------------------------- | ---------------------------- | ---------------------------- | ---------------------------- | ---------------------------- | ---------------------------- | --- |
| 1985                                                    | Live After Death - Wydany: 14 października 1985 - Wytwórnia: EMI - Format: CD, CS, LP                                         | 2                            | 3                            | 5                            | 10                           | 7                            | 5                            | 13                           | 5                            | 5                            | 19                           | 2                            | 1                            | - GBR: 2× złota płyta - USA: 2× platynowa płyta - BRA: złota płyta - JUG: złota płyta - SWE: złota płyta - FIN: złota płyta - NOR: złota płyta - FRA: 2 x złota płyta - ITA: złota płyta - GRE: złota płyta - ESP: złota płyta - HOL: złota płyta - DEU: 2× złota płyta - CHE: złota płyta - JAP: złota płyta - AUS: złota płyta - CAN: 2× platynowa płyta - AUT: złota płyta - NZ: złota płyta - ARG: złota płyta - MEX: złota płyta - CHI: złota płyta |
| 1993                                                    | A Real Live One - Wydany: 22 marca 1993 - Wytwórnia: EMI - Format: CD, CS, LP                                                 | 3                            | 11                           | 6                            | 25                           | 29                           | 45                           | 10                           | 30                           | 25                           | 106                          | 6                            | 6                            | - GBR: złota płyta - FRA: złota płyta - SWE: złota płyta - ITA: złota płyta - BRA: złota płyta |
| 1993                                                    | A Real Dead One - Wydany: 18 października 1993 - Wytwórnia: EMI - Format: CD, CS, LP                                          | 2                            | 12                           | 12                           | 50                           | 16                           | 97                           | –                            | 14                           | 37                           | 140                          | 10                           | 20                           | - GBR: srebrna płyta - FRA: złota płyta - FIN: złota płyta - ITA: złota płyta - ARG: złota płyta |
| 1993                                                    | Live at Donington - Wydany: 8 listopada 1993 - Wytwórnia: EMI - Format: CD, CS, LP                                            | 23                           | –                            | 8                            | –                            | 39                           | –                            | –                            | –                            | –                            | –                            | 15                           | 32                           | - GBR: srebrna płyta - BRA: złota płyta - ARG: złota płyta |
| 2002                                                    | Rock in Rio - Wydany: 25 marca 2002 - Wytwórnia: EMI - Format: CD, CS, LP                                                     | 15                           | 17                           | 8                            | 13                           | 43                           | 43                           | 14                           | 14                           | 17                           | 186                          | 6                            | 5                            | - GBR: srebrna płyta - SWE: złota płyta - GRE: złota płyta - FIN: złota płyta - ITA: złota płyta - BRA: platynowa płyta - ARG: złota płyta - CHI: złota płyta |
| 2002                                                    | BBC Archives - Wydany: 4 listopada 2002 - Wytwórnia: EMI - Format: CD                                                         | –                            | –                            | –                            | –                            | –                            | –                            | –                            | –                            | –                            | –                            | –                            | –                            | |
| 2002                                                    | Beast Over Hammersmith - Wydany: 4 listopada 2002 - Wytwórnia: EMI - Format: CD                                               | –                            | –                            | –                            | –                            | –                            | –                            | –                            | –                            | –                            | –                            | –                            | –                            | |
| 2005                                                    | Death on the Road - Wydany: 30 sierpnia 2005 - Wytwórnia: EMI - Format: CD, LP                                                | 22                           | 23                           | 5                            | 17                           | 106                          | 39                           | 12                           | 7                            | 17                           | –                            | 12                           | 26                           | - GBR: srebrna płyta - BRA: złota płyta - SWE: złota płyta - FIN: złota płyta |
| 2009                                                    | Flight 666: The Original Soundtrack - Wydany: 25 maja 2009 - Wytwórnia: EMI - Format: CD, LP                                  | 15                           | 36                           | 14                           | 6                            | –                            | 50                           | 22                           | 25                           | 24                           | 34                           | 6                            | 15                           | - GBR: srebrna płyta - CAN: złota płyta - SWE: złota płyta - BRA: złota płyta - CHI: złota płyta - DEU: złota płyta - AUS: złota płyta - FIN: złota płyta |
| 2012                                                    | En Vivo! - Wydany: 26 marca 2012 - Wytwórnia: EMI - Format: CD                                                                | 19                           | 17                           | 8                            | 4                            | –                            | 42                           | 16                           | 11                           | 19                           | 80                           | 6                            | 25                           | - CHI: platynowa płyta - BRA: złota płyta |
| 2013                                                    | Maiden England ’88 - Wydany: 25 marca 2013 - Wytwórnia: EMI - Format: CD                                                      | 30                           | 23                           | 21                           | 14                           | 108                          | 49                           | 29                           | 12                           | 26                           | 148                          | 2                            | 30                           | - GBR: srebrna płyta - CHI: złota płyta |
| 2017                                                    | The Book of Souls: Live Chapter - Wydany: 17 listopada 2017 - Wytwórnia: Parlaphone - Format: CD                              | 17                           | 10                           | 2                            | 5                            | 18                           | 23                           | 19                           | 8                            | 5                            | 49                           | 1                            | 28                           | |
| 2020                                                    | Nights of the Dead, Legacy of the Beast: Live in Mexico City - Wydany: 20 listopada 2020 - Wytwórnia: Parlaphone - Format: CD | 7                            | 9                            | 2                            | 6                            | 10                           | 14                           | 12                           | 5                            | 4                            | 53                           | 2                            | 21                           | |
| „–” oznacza, że album nie był notowany na danej liście. | |                              |                              |                              |                              |                              |                              |                              |                              |                              |                              |                              |                              | |

## Kompilacje
| Rok                                                     | Dane dot. albumu | Pozycje na listach przebojów | Pozycje na listach przebojów | Pozycje na listach przebojów | Pozycje na listach przebojów | Pozycje na listach przebojów | Pozycje na listach przebojów | Pozycje na listach przebojów | Pozycje na listach przebojów | Pozycje na listach przebojów | Pozycje na listach przebojów | Pozycje na listach przebojów | Certyfikat |
| Rok                                                     | Dane dot. albumu | GBR                          | AUT                          | BEL (FLA)                    | FIN                          | DEU                          | JPN                          | NLD                          | NZL                          | SWE                          | USA                          | POL                          | Certyfikat |
| ------------------------------------------------------- | --- | ---------------------------- | ---------------------------- | ---------------------------- | ---------------------------- | ---------------------------- | ---------------------------- | ---------------------------- | ---------------------------- | ---------------------------- | ---------------------------- | ---------------------------- | --- |
| 1996                                                    | Best of the Beast - Wydany: 24 września 1996 - Wytwórnia: EMI - Format: CD, CS, LP                                                | 16                           | 41                           | 28                           | 3                            | 42                           | 26                           | 25                           | 37                           | 11                           | –                            | –                            | - GBR: złota płyta - FIN: złota płyta - SWE: platynowa płyta - ITA: złota płyta - DEU: złota płyta - CHE: złota płyta - BRA: platynowa płyta - ARG: 2× platynowa płyta - ESP: złota płyta - CHI: złota płyta |
| 1999                                                    | Ed Hunter - Wydany: 25 maja 1999 - Wytwórnia: Sanctuary - Format: CD                                                              | –                            | –                            | –                            | 27                           | –                            | –                            | 69                           | –                            | 43                           | –                            | –                            | - GBR: srebrna płyta |
| 2002                                                    | Best of the ‘B’ Sides - Wydany: 4 listopada 2002 - Wytwórnia: EMI - Format: CD                                                    | –                            | –                            | –                            | –                            | –                            | –                            | –                            | –                            | –                            | –                            | –                            | |
| 2002                                                    | Edward the Great - Wydany: 5 listopada 2002 - Wytwórnia: EMI - Format: CD, CS                                                     | 57                           | –                            | 46                           | 34                           | –                            | 242                          | –                            | –                            | 16                           | –                            | 23                           | - GBR: złota płyta - SWE: złota płyta - FIN: złota płyta - CAN: złota płyta - BRA: złota płyta - CHI: złota płyta                                                                                            |
| 2005                                                    | The Essential Iron Maiden - Wydany: 5 lipca 2005 - Wytwórnia: Sanctuary - Format: CD                                              | –                            | –                            | –                            | –                            | –                            | –                            | –                            | –                            | –                            | –                            | –                            | - GBR: złota płyta |
| 2008                                                    | Somewhere Back in Time: The Best of: 1980–1989 - Wydany: 12 maja 2008 - Wytwórnia: EMI - Format: CD, LP                           | 14                           | 26                           | 19                           | 3                            | 84                           | 39                           | 74                           | 24                           | 2                            | 58                           | 20                           | - GBR: platynowa płyta - SWE: platynowa płyta - FIN: platynowa płyta - NOR: złota płyta - BRA: złota płyta - FRA: złota płyta - CHI: złota płyta - IND: złota płyta                                          |
| 2008                                                    | Maiden Heaven: Tribute to Iron Maiden Iron Maiden Part 1 + 2 - Wydany: lipiec 2008 - Wytwórnia: Kerrang Magazine/EMI - Format: CD | –                            | –                            | –                            | –                            | –                            | –                            | –                            | –                            | –                            | –                            | –                            | - GBR: 2× złota płyta |
| 2011                                                    | From Fear to Eternity: The Best of 1990–2010 - Wydany: 6 czerwca 2011 - Wytwórnia: EMI - Format: CD, LP, digital download         | 19                           | 22                           | 26                           | 11                           | 19                           | 33                           | 45                           | 16                           | 6                            | 86                           | 26                           | - GBR: srebrna płyta - SWE: złota płyta - FIN: złota płyta - DEU: złota płyta - POR: platynowa płyta |
| „–” oznacza, że album nie był notowany na danej liście. | |                              |                              |                              |                              |                              |                              |                              |                              |                              |                              |                              | |

## EP
| Rok                                                     | Dane dot. albumu                                                                                           | Pozycje na listach przebojów | Pozycje na listach przebojów | Pozycje na listach przebojów | Pozycje na listach przebojów | Pozycje na listach przebojów | Certyfikat                                                                                          |
| Rok                                                     | Dane dot. albumu                                                                                           | GBR                          | FIN                          | DEU                          | IRL                          | USA                          | Certyfikat                                                                                          |
| ------------------------------------------------------- | --- | ---------------------------- | ---------------------------- | ---------------------------- | ---------------------------- | ---------------------------- | --------------------------------------------------------------------------------------------------- |
| 1979                                                    | The Soundhouse Tapes - Wydany: 9 listopada 1979 - Wytwórnia: Rock Hard - Format: płyta gramofonowa, LP, CD | –                            | –                            | –                            | –                            | –                            | |
| 1980                                                    | Live!! +one - Wydany: listopad 1980 - Wytwórnia: EMI - Format: CS, LP                                      | –                            | –                            | –                            | –                            | –                            | |
| 1981                                                    | Maiden Japan - Wydany: 14 września 1981 - Wytwórnia: EMI - Format: płyta gramofonowa, CS                   | 5                            | 2                            | –                            | –                            | 89                           | - CAN: platynowa płyta - JAP: złota płyta - SWE: złota płyta - UK: srebrna płyta - FIN: złota płyta |
| 2004                                                    | No More Lies - Wydany: 29 marca 2004 - Wytwórnia: EMI - Format: CD                                         | 5                            | 3                            | 36                           | 25                           | 30                           | |
| „–” oznacza, że album nie był notowany na danej liście. | |                              |                              |                              |                              |                              | |

## Box sety
| Rok  | Dane dot. albumu                                                                              | Uwagi |
| ---- | --------------------------------------------------------------------------------------------- | --- |
| 1990 | The First Ten Years - Wydany: 12 lutego 1990 - Wytwórnia: EMI - Format: płyta gramofonowa, CD | - Box set składający się z dziesięciu płyt, wydany z okazji dziesiątej rocznicy istnienia zespołu. - CAN: złota płyta                                                   |
| 1998 | Eddie’s Head - Wydany: 1 grudnia 1998 - Wytwórnia: EMI - Format: CD                           | - Box set wydany w limitowanej edycji. Zawiera dwanaście zremasterowanych albumów (wraz ze słowami piosenek, zdjęciami oraz singlami dołączonymi jako utwory bonusowe). |
| 2002 | Eddie’s Archive - Wydany: 5 listopada 2002 - Wytwórnia: EMI - Format: CD                      | - Składa się z trzech podwójnych albumów. Zawiera zremasterowane i w większości niepublikowane wcześniej utwory.                                                        |

## Single i Maxi
| Rok                                                      | Singel                                          | Pozycje na listach przebojów | Pozycje na listach przebojów | Pozycje na listach przebojów | Pozycje na listach przebojów | Pozycje na listach przebojów | Pozycje na listach przebojów | Pozycje na listach przebojów | Pozycje na listach przebojów | Pozycje na listach przebojów | Pozycje na listach przebojów | Pozycje na listach przebojów | Pozycje na listach przebojów | Pozycje na listach przebojów | Pozycje na listach przebojów | Pozycje na listach przebojów | Pozycje na listach przebojów | Pozycje na listach przebojów | Pozycje na listach przebojów | Pozycje na listach przebojów | Album                                            | Certyfikat                                                                  |
| Rok                                                      | Singel                                          | GBR                          | CAN                          | NZ                           | FIN                          | FRA                          | DEU                          | IRL                          | ITA                          | NLD                          | NOR                          | SWE                          | DEN                          | SCT                          | POR                          | SPA                          | GRE                          | AUT                          | CHE                          | USA Main                     | Album                                            | Certyfikat                                                                  |
| -------------------------------------------------------- | ----------------------------------------------- | ---------------------------- | ---------------------------- | ---------------------------- | ---------------------------- | ---------------------------- | ---------------------------- | ---------------------------- | ---------------------------- | ---------------------------- | ---------------------------- | ---------------------------- | ---------------------------- | ---------------------------- | ---------------------------- | ---------------------------- | ---------------------------- | ---------------------------- | ---------------------------- | ---------------------------- | ------------------------------------------------ | --------------------------------------------------------------------------- |
| 1980                                                     | „Running Free”                                  | 34                           | –                            | 35                           | –                            | –                            | –                            | –                            | –                            | –                            | –                            | –                            | –                            | –                            | –                            | –                            | –                            | –                            | –                            | –                            | Iron Maiden                                      |                                                                             |
| 1980                                                     | „Sanctuary”                                     | 29                           | –                            | –                            | –                            | –                            | –                            | –                            | –                            | –                            | –                            | –                            | –                            | –                            | –                            | –                            | –                            | –                            | –                            | 38                           | Iron Maiden                                      |                                                                             |
| 1980                                                     | „Women in Uniform”                              | 35                           | –                            | –                            | –                            | –                            | –                            | –                            | –                            | –                            | –                            | –                            | –                            | –                            | –                            | –                            | –                            | –                            | –                            | –                            | –                                                |                                                                             |
| 1981                                                     | „Twilight Zone”                                 | 31                           | –                            | –                            | –                            | –                            | –                            | –                            | –                            | –                            | –                            | –                            | –                            | –                            | –                            | –                            | –                            | –                            | –                            | 31                           | Killers                                          |                                                                             |
| 1981                                                     | „Purgatory”                                     | 52                           | –                            | –                            | –                            | –                            | –                            | –                            | –                            | –                            | –                            | –                            | –                            | –                            | –                            | –                            | –                            | –                            | –                            | –                            | Killers                                          |                                                                             |
| 1982                                                     | „Run to the Hills”                              | 7                            | –                            | 16                           | 5                            | 73                           | 55                           | 16                           | 6                            | –                            | 15                           | 5                            | –                            | –                            | –                            | –                            | –                            | –                            | –                            | 12                           | The Number of the Beast                          | - UK: złota płyta - AUS: platynowa płyta - NZ: platynowa płyta              |
| 1982                                                     | „The Number of the Beast”                       | 18                           | –                            | –                            | 2                            | 78                           | 76                           | 19                           | 5                            | 13                           | 13                           | 40                           | –                            | –                            | –                            | –                            | –                            | –                            | 42                           | 15                           | The Number of the Beast                          | - UK: srebrna płyta - AUS: złota płyta - NZ: złota płyta                    |
| 1983                                                     | „Flight of Icarus”                              | 11                           | 10                           | –                            | 19                           | –                            | –                            | 14                           | –                            | –                            | –                            | –                            | –                            | –                            | –                            | –                            | –                            | –                            | –                            | 8                            | Piece of Mind                                    |                                                                             |
| 1983                                                     | „The Trooper”                                   | 12                           | 5                            | –                            | 18                           | 100                          | 78                           | 12                           | 8                            | –                            | 10                           | 5                            | –                            | –                            | –                            | 12                           | 5                            | 6                            | 5                            | 18                           | Piece of Mind                                    | - UK: złota płyta - AUS: złota płyta - ESP: złota płyta - NZ: złota płyta   |
| 1984                                                     | „2 Minutes to Midnight”                         | 11                           | –                            | –                            | –                            | –                            | 70                           | 13                           | 10                           | –                            | –                            | 8                            | –                            | –                            | –                            | –                            | –                            | –                            | –                            | 25                           | Powerslave                                       |                                                                             |
| 1984                                                     | „Aces High”                                     | 20                           | –                            | –                            | –                            | –                            | –                            | 29                           | –                            | –                            | –                            | –                            | –                            | –                            | –                            | –                            | –                            | –                            | –                            | 13                           | Powerslave                                       |                                                                             |
| 1985                                                     | „Running Free (live)”                           | 19                           | –                            | –                            | –                            | –                            | –                            | 12                           | –                            | –                            | –                            | –                            | –                            | –                            | –                            | –                            | –                            | –                            | –                            | –                            | Live After Death                                 |                                                                             |
| 1985                                                     | „Run to the Hills (live)”                       | 26                           | –                            | –                            | –                            | –                            | –                            | 18                           | –                            | –                            | –                            | –                            | –                            | –                            | –                            | –                            | –                            | –                            | –                            | –                            | Live After Death                                 |                                                                             |
| 1986                                                     | „Wasted Years”                                  | 18                           | –                            | –                            | –                            | –                            | –                            | 11                           | –                            | 8                            | –                            | –                            | –                            | –                            | –                            | –                            | –                            | –                            | –                            | 12                           | Somewhere in Time                                |                                                                             |
| 1986                                                     | „Stranger in a Strange Land”                    | 22                           | –                            | –                            | –                            | –                            | –                            | 18                           | –                            | 22                           | –                            | –                            | –                            | –                            | –                            | –                            | –                            | –                            | –                            | –                            | Somewhere in Time                                |                                                                             |
| 1988                                                     | „Can I Play with Madness”                       | 3                            | 5                            | 9                            | –                            | –                            | 23                           | 3                            | –                            | 6                            | 4                            | 12                           | –                            | –                            | –                            | –                            | –                            | –                            | 23                           | 4                            | Seventh Son of a Seventh Son                     |                                                                             |
| 1988                                                     | „The Evil That Men Do”                          | 5                            | –                            | –                            | –                            | –                            | –                            | 4                            | –                            | 23                           | 7                            | –                            | –                            | –                            | –                            | –                            | –                            | –                            | –                            | –                            | Seventh Son of a Seventh Son                     |                                                                             |
| 1988                                                     | „The Clairvoyant”                               | 6                            | –                            | –                            | –                            | –                            | –                            | 7                            | –                            | 70                           | –                            | –                            | –                            | –                            | –                            | –                            | –                            | –                            | –                            | –                            | Seventh Son of a Seventh Son                     |                                                                             |
| 1989                                                     | „Infinite Dreams (live)”                        | 6                            | –                            | –                            | –                            | –                            | –                            | 6                            | –                            | –                            | –                            | –                            | –                            | –                            | –                            | –                            | –                            | –                            | –                            | –                            | Seventh Son of a Seventh Son                     |                                                                             |
| 1990                                                     | "Running Free / Sanctuary"                      | 10                           | –                            | –                            | –                            | –                            | –                            | 23                           | –                            | –                            | –                            | –                            | –                            | –                            | –                            | –                            | –                            | –                            | –                            | –                            | The First Ten Years Up The Irons                 |                                                                             |
| 1990                                                     | "Women in Uniform / Twilight Zone"              | 10                           | –                            | –                            | –                            | –                            | –                            | –                            | –                            | –                            | –                            | –                            | –                            | –                            | –                            | –                            | –                            | –                            | –                            | –                            | The First Ten Years Up The Irons                 |                                                                             |
| 1990                                                     | "Purgatory / Maiden Japan"                      | 5                            | –                            | –                            | –                            | –                            | –                            | –                            | –                            | –                            | –                            | –                            | –                            | –                            | –                            | –                            | –                            | –                            | –                            | –                            | The First Ten Years Up The Irons                 |                                                                             |
| 1990                                                     | "Run to the Hills / The Number of the Beast"    | 3                            | –                            | –                            | –                            | –                            | –                            | –                            | –                            | –                            | –                            | –                            | –                            | –                            | –                            | –                            | –                            | –                            | –                            | –                            | The First Ten Years Up The Irons                 |                                                                             |
| 1990                                                     | "Flight of Icarus / The Trooper"                | 7                            | –                            | –                            | –                            | –                            | –                            | –                            | –                            | –                            | –                            | –                            | –                            | –                            | –                            | –                            | –                            | –                            | –                            | –                            | The First Ten Years Up The Irons                 |                                                                             |
| 1990                                                     | "2 Minutes to Midnight / Aces High"             | 11                           | –                            | –                            | –                            | –                            | –                            | –                            | –                            | –                            | –                            | –                            | –                            | –                            | –                            | –                            | –                            | –                            | –                            | –                            | The First Ten Years Up The Irons                 |                                                                             |
| 1990                                                     | "Running Free (live) / Run to the Hills (live)" | 9                            | –                            | –                            | –                            | –                            | –                            | –                            | –                            | –                            | –                            | –                            | –                            | –                            | –                            | –                            | –                            | –                            | –                            | –                            | The First Ten Years Up The Irons                 |                                                                             |
| 1990                                                     | "Wasted Years / Stranger in a Strange Land"     | 9                            | –                            | –                            | –                            | –                            | –                            | –                            | –                            | –                            | –                            | –                            | –                            | –                            | –                            | –                            | –                            | –                            | –                            | –                            | The First Ten Years Up The Irons                 |                                                                             |
| 1990                                                     | "Can I Play with Madness / Evil That Men Do"    | 10                           | –                            | –                            | –                            | –                            | –                            | –                            | –                            | –                            | –                            | –                            | –                            | –                            | –                            | –                            | –                            | –                            | –                            | –                            | The First Ten Years Up The Irons                 |                                                                             |
| 1990                                                     | "The Clairvoyant / Infinite Dreams"             | 11                           | –                            | –                            | –                            | –                            | –                            | –                            | –                            | –                            | –                            | –                            | –                            | –                            | –                            | –                            | –                            | –                            | –                            | –                            | The First Ten Years Up The Irons                 |                                                                             |
| 1990                                                     | „Holy Smoke”                                    | 3                            | –                            | –                            | –                            | –                            | –                            | 4                            | –                            | 25                           | –                            | –                            | –                            | –                            | –                            | –                            | –                            | –                            | 20                           | –                            | No Prayer for the Dying                          |                                                                             |
| 1990                                                     | „Bring Your Daughter… to the Slaughter”         | 1                            | –                            | 47                           | 1                            | –                            | –                            | 6                            | –                            | 17                           | –                            | –                            | –                            | –                            | –                            | –                            | –                            | –                            | 19                           | 27                           | No Prayer for the Dying                          |                                                                             |
| 1992                                                     | „Be Quick or Be Dead”                           | 2                            | –                            | 12                           | 2                            | –                            | 32                           | 10                           | –                            | 26                           | 3                            | 15                           | 5                            | –                            | –                            | –                            | –                            | 12                           | 15                           | 34                           | Fear of the Dark                                 |                                                                             |
| 1992                                                     | „From Here to Eternity”                         | 21                           | –                            | –                            | –                            | –                            | –                            | 27                           | –                            | 70                           | –                            | –                            | –                            | –                            | –                            | –                            | –                            | –                            | –                            | –                            | Fear of the Dark                                 |                                                                             |
| 1992                                                     | „Wasting Love”                                  | –                            | –                            | –                            | –                            | –                            | –                            | –                            | 60                           | –                            | –                            | –                            | –                            | –                            | –                            | –                            | –                            | –                            | –                            | 15                           | Fear of the Dark                                 |                                                                             |
| 1993                                                     | „Fear of the Dark (live)”                       | 8                            | –                            | –                            | 6                            | –                            | –                            | 17                           | –                            | –                            | –                            | –                            | –                            | –                            | –                            | –                            | 3                            | –                            | –                            | 15                           | A Real Live One                                  | - POL: złota płyta - ITA: złota płyta - UK: srebrna płyta - NZ: złota płyta |
| 1993                                                     | „Hallowed Be Thy Name (live)”                   | 9                            | –                            | –                            | –                            | –                            | –                            | 16                           | –                            | –                            | –                            | 37                           | –                            | –                            | –                            | –                            | –                            | –                            | –                            | 50                           | A Real Dead One                                  |                                                                             |
| 1995                                                     | „Man on the Edge”                               | 10                           | –                            | –                            | 1                            | 33                           | –                            | –                            | 22                           | –                            | 18                           | 23                           | –                            | –                            | –                            | –                            | 1                            | –                            | –                            | –                            | The X Factor                                     |                                                                             |
| 1996                                                     | „Lord of the Flies”                             | –                            | –                            | –                            | –                            | –                            | –                            | –                            | –                            | –                            | –                            | –                            | –                            | –                            | –                            | –                            | –                            | –                            | –                            | –                            | The X Factor                                     |                                                                             |
| 1996                                                     | „Virus”                                         | 16                           | –                            | –                            | 3                            | –                            | –                            | –                            | –                            | 48                           | –                            | 31                           | –                            | –                            | –                            | –                            | 3                            | –                            | –                            | 36                           | Best of the Beast                                |                                                                             |
| 1998                                                     | „The Angel and the Gambler”                     | 18                           | –                            | –                            | 3                            | –                            | 61                           | –                            | 7                            | 52                           | –                            | 29                           | –                            | –                            | –                            | 5                            | 2                            | –                            | –                            | 24                           | Virtual XI                                       |                                                                             |
| 1998                                                     | „Futureal”                                      | 10                           | –                            | –                            | –                            | –                            | –                            | –                            | 5                            | –                            | –                            | –                            | –                            | –                            | –                            | –                            | 3                            | –                            | –                            | 10                           | Virtual XI                                       |                                                                             |
| 2000                                                     | „The Wicker Man”                                | 9                            | 4                            | –                            | 11                           | 39                           | 38                           | 35                           | 3                            | 45                           | 9                            | 5                            | 3                            | 9                            | –                            | 5                            | 1                            | –                            | 83                           | 19                           | Brave New World                                  |                                                                             |
| 2000                                                     | „Out of the Silent Planet”                      | 20                           | –                            | –                            | 13                           | 72                           | 66                           | –                            | 10                           | 87                           | –                            | 35                           | 5                            | –                            | –                            | 16                           | 2                            | –                            | 92                           | –                            | Brave New World                                  |                                                                             |
| 2002                                                     | „Run to the Hills (live)”                       | 9                            | 11                           | –                            | 5                            | 73                           | 55                           | 38                           | 6                            | 60                           | 15                           | 28                           | –                            | –                            | –                            | 7                            | 5                            | 23                           | 75                           | –                            | Rock in Rio                                      |                                                                             |
| 2003                                                     | „Wildest Dreams”                                | 6                            | 26                           | –                            | 1                            | 57                           | 27                           | 19                           | 4                            | 45                           | 5                            | 4                            | 9                            | –                            | –                            | 2                            | 1                            | 65                           | 68                           | 11                           | Dance of Death                                   |                                                                             |
| 2003                                                     | „Rainmaker”                                     | 13                           | 7                            | –                            | 3                            | 71                           | 36                           | –                            | 13                           | 98                           | –                            | 35                           | 12                           | –                            | –                            | 2                            | 1                            | –                            | 94                           | –                            | Dance of Death                                   |                                                                             |
| 2005                                                     | „The Number Of The Beast (live)”                | 3                            | –                            | –                            | 2                            | 78                           | 76                           | 11                           | 5                            | 56                           | 13                           | 40                           | –                            | –                            | –                            | 5                            | 3                            | –                            | 42                           | –                            | Early Days DVD                                   |                                                                             |
| 2005                                                     | „The Trooper 2005 (live)”                       | 5                            | 5                            | –                            | 5                            | 100                          | –                            | 16                           | 8                            | –                            | 8                            | 5                            | 7                            | 5                            | –                            | 5                            | 1                            | 33                           | 61                           | 12                           | Death on the Road                                |                                                                             |
| 2006                                                     | „The Reincarnation of Benjamin Breeg”           | 2                            | 5                            | –                            | 1                            | 70                           | 39                           | 18                           | 9                            | –                            | 9                            | 1                            | 4                            | 3                            | –                            | 1                            | 1                            | –                            | 74                           | 39                           | A Matter of Life and Death                       |                                                                             |
| 2006                                                     | "Different World"                               | 3                            | 5                            | –                            | 1                            | 99                           | 40                           | 39                           | 3                            | –                            | 5                            | 52                           | 3                            | 3                            | 3                            | 1                            | 5                            | –                            | –                            | 6                            | A Matter of Life and Death                       |                                                                             |
| 2010                                                     | "El Dorado"                                     | –                            | –                            | –                            | –                            | –                            | –                            | –                            | –                            | –                            | –                            | –                            | –                            | –                            | –                            | –                            | –                            | –                            | –                            | 10                           | The Final Frontier                               |                                                                             |
| 2010                                                     | "Satellite 15... The Final Frontier"            | –                            | –                            | –                            | –                            | –                            | –                            | –                            | –                            | –                            | –                            | –                            | –                            | –                            | –                            | –                            | –                            | –                            | –                            | –                            | The Final Frontier                               |                                                                             |
| 2011                                                     | "Coming Home"                                   | –                            | –                            | –                            | –                            | –                            | –                            | –                            | –                            | –                            | –                            | –                            | –                            | –                            | –                            | –                            | –                            | –                            | –                            | –                            | The Final Frontier                               |                                                                             |
| 2012                                                     | „Bloodbrothers (live)”                          | –                            | –                            | –                            | –                            | –                            | –                            | –                            | –                            | –                            | –                            | –                            | –                            | –                            | –                            | –                            | –                            | –                            | –                            | –                            | En Vivo!                                         |                                                                             |
| 2015                                                     | „Speed of Light”                                | –                            | –                            | –                            | –                            | –                            | –                            | –                            | –                            | –                            | –                            | –                            | –                            | –                            | –                            | –                            | –                            | –                            | –                            | 6                            | The Book of Souls                                |                                                                             |
| 2015                                                     | „Empire of the Clouds”                          | –                            | –                            | –                            | –                            | –                            | –                            | –                            | –                            | –                            | –                            | –                            | –                            | –                            | –                            | –                            | –                            | –                            | –                            | –                            | The Book of Souls                                |                                                                             |
| 2017                                                     | „Speed of Light (live)”                         | –                            | –                            | –                            | –                            | –                            | –                            | –                            | –                            | –                            | –                            | –                            | –                            | –                            | –                            | –                            | –                            | –                            | –                            | 10                           | The Book of Souls: Live Chapter                  |                                                                             |
| 2017                                                     | „Wasted Years (live)”                           | –                            | –                            | –                            | –                            | –                            | –                            | –                            | –                            | –                            | –                            | –                            | –                            | –                            | –                            | –                            | –                            | –                            | –                            | 17                           | The Book of Souls: Live Chapter                  |                                                                             |
| 2020                                                     | „Aces High (live)”                              | –                            | –                            | –                            | –                            | –                            | –                            | –                            | –                            | –                            | –                            | –                            | –                            | –                            | –                            | –                            | –                            | –                            | –                            | –                            | Nights of the Dead: Live in Mexico City          |                                                                             |
| 2020                                                     | „Sign of the Cross (live)”                      | –                            | –                            | –                            | –                            | –                            | –                            | –                            | –                            | –                            | –                            | –                            | –                            | –                            | –                            | –                            | –                            | –                            | –                            | –                            | Nights of the Dead: Live in Mexico City          |                                                                             |
| 2021                                                     | „The Writing on the Wall”                       | –                            | 1                            | –                            | –                            | –                            | –                            | –                            | 15                           | –                            | –                            | –                            | –                            | –                            | –                            | –                            | –                            | –                            | –                            | 19                           | Senjutsu                                         |                                                                             |
| 2021                                                     | „Stratego”                                      | –                            | –                            | –                            | –                            | –                            | –                            | –                            | 5                            | –                            | –                            | –                            | –                            | –                            | –                            | –                            | –                            | –                            | –                            | –                            | Senjutsu                                         |                                                                             |
| 2022                                                     | „Stratego” (live)                               | –                            | –                            | –                            | –                            | –                            | –                            | –                            | –                            | –                            | –                            | –                            | –                            | –                            | –                            | –                            | –                            | –                            | –                            | –                            | Senjutsu                                         |                                                                             |
| 2022                                                     | "Total Eclipse"                                 | –                            | –                            | –                            | –                            | –                            | –                            | –                            | –                            | –                            | –                            | –                            | –                            | –                            | –                            | –                            | –                            | –                            | –                            | –                            | The Number of the Beast / Beast Over Hammersmith |                                                                             |
| „–” oznacza, że singel nie był notowany na danej liście. |                                                 |                              |                              |                              |                              |                              |                              |                              |                              |                              |                              |                              |                              |                              |                              |                              |                              |                              |                              |                              |                                                  |                                                                             |

## Wideografia
| Rok                                                                                       | Dane dot. wydawnictwa | Pozycje na listach przebojów | Pozycje na listach przebojów | Pozycje na listach przebojów | Pozycje na listach przebojów | Pozycje na listach przebojów | Pozycje na listach przebojów | Pozycje na listach przebojów | Pozycje na listach przebojów | Pozycje na listach przebojów | Pozycje na listach przebojów | Pozycje na listach przebojów | Certyfikat |
| Rok                                                                                       | Dane dot. wydawnictwa | GBR                          | USA                          | AUS                          | FIN                          | DEU                          | NLD                          | NOR                          | PRT                          | ESP                          | CHE                          | POL                          | Certyfikat |
| ----------------------------------------------------------------------------------------- | --- | ---------------------------- | ---------------------------- | ---------------------------- | ---------------------------- | ---------------------------- | ---------------------------- | ---------------------------- | ---------------------------- | ---------------------------- | ---------------------------- | ---------------------------- | --- |
| 1981                                                                                      | Iron Maiden – Live at the Rainbow - Wydany: maj 1981 - Wytwórnia: PMI - Format: VHS                                         | 5                            | –                            | –                            | –                            | –                            | –                            | –                            | –                            | –                            | –                            | –                            | - AUS: złota płyta |
| 1983                                                                                      | Video Pieces - Wydany: 23 lipca 1983 - Wytwórnia: PMI - Format: LD, VHS                                                     | 5                            | 5                            | 5                            | 4                            | –                            | –                            | 6                            | –                            | –                            | 5                            | –                            | - USA: złota płyta - CAN: złota płyta |
| 1984                                                                                      | Behind the Iron Curtain - Wydany: 23 października 1984 - Wytwórnia: PMI - Format: VHS                                       | 3                            | 2                            | 5                            | 5                            | 5                            | 5                            | 5                            | 4                            | 3                            | 4                            | –                            | - USA: złota płyta - CAN: złota płyta - AUS: złota płyta |
| 1985                                                                                      | Live After Death - Wydany: 15 października 1985 - Wytwórnia: PMI - Format: VHS                                              | 1                            | 1                            | 2                            | 1                            | 2                            | 2                            | 3                            | 3                            | 2                            | 1                            | –                            | - CAN: 2× platynowa płyta - USA: platynowa płyta - AUS: złota płyta - GBR: platynowa płyta |
| 1987                                                                                      | 12 Wasted Years - Wydany: październik 1987 - Wytwórnia: PMI - Format: VHS                                                   | 1                            | 2                            | 4                            | 3                            | 5                            | 5                            | 4                            | 3                            | 5                            | 3                            | –                            | - USA: złota płyta - CAN: platynowa płyta - GBR: złota płyta |
| 1989                                                                                      | Maiden England - Wydany: 8 listopada 1989 - Wytwórnia: PMI - Format: VHS, CD                                                | 1                            | 1                            | 3                            | 3                            | 2                            | 2                            | 3                            | 2                            | 2                            | 1                            | –                            | - CAN: złota płyta - USA: platynowa płyta - GBR: 3× platynowa płyta |
| 1990                                                                                      | The First Ten Years: The Videos - Wydany: listopad 1990 - Wytwórnia: PMI - Format: VHS                                      | 1                            | –                            | 4                            | 4                            | 5                            | 6                            | 5                            | 3                            | 3                            | 5                            | –                            | - CAN: złota płyta - GBR: złota płyta |
| 1992                                                                                      | From There to Eternity (reedycja The First Ten Years: The Videos) - Wydany: październik 1992 - Wytwórnia: SMV - Format: VHS | –                            | 2                            | –                            | –                            | –                            | –                            | –                            | –                            | –                            | –                            | –                            | - USA: złota płyta |
| 1993                                                                                      | Donington Live 1992 - Wydany: 10 listopada 1993 - Wytwórnia: PMI - Format: VHS                                              | 1                            | 3                            | 3                            | 5                            | 3                            | 3                            | 3                            | 5                            | 5                            | 5                            | 3                            | - ARG: platynowa płyta - BRA: platynowa płyta - USA: złota płyta |
| 1994                                                                                      | Raising Hell - Wydany: maj 1994 - Wytwórnia: PMI - Format: VHS                                                              | 3                            | 1                            | 3                            | 2                            | 3                            | 2                            | 3                            | 6                            | 5                            | 12                           | 5                            | - BRA: platynowa płyta |
| 2001                                                                                      | The Number of the Beast - Wydany: 4 grudnia 2001 - Wytwórnia: Eagle Vision - Format: DVD, VHS, UMD                          | –                            | –                            | –                            | 2                            | –                            | –                            | 9                            | –                            | –                            | –                            | 5                            | - AUS: złota płyta - BRA: złota płyta - CAN: platynowa płyta - SWE: platynowa płyta |
| 2002                                                                                      | Rock in Rio - Wydany: 16 lipca 2002 - Wytwórnia: Sanctuary - Format: DVD, VHS, UMD                                          | 1                            | 2                            | 3                            | 3                            | 2                            | 2                            | 2                            | 1                            | 2                            | 1                            | 1                            | - GBR: złota płyta - USA: platynowa płyta - CAN: 2× platynowa płyta - BRA: 2× platynowa płyta - DEU: 2× platynowa płyta - SWE: 2× platynowa płyta - FIN: platynowa płyta - NOR: platynowa płyta - FRA: platynowa płyta - AUT: złota płyta - CHE: złota płyta - GRE: złota płyta - ESP: złota płyta - POR: złota płyta - BEL: złota płyta - HOL: złota płyta - DEN: złota płyta - ITA: złota płyta - POL: złota płyta - CZE: złota płyta - JAP: złota płyta - AUS: platynowa płyta - NZ: złota płyta - ARG: platynowa płyta - CHI: 2× platynowa płyta - IND: platynowa płyta - IRL: złota płyta |
| 2003                                                                                      | Visions of the Beast - Wydany: 2 czerwca 2003 - Wytwórnia: EMI - Format: DVD                                                | 2                            | 3                            | 9                            | 1                            | 41                           | 3                            | 1                            | 1                            | 2                            | 1                            | 1                            | - USA: 2× platynowa płyta - CAN: 3× platynowa płyta - DEU: platynowa płyta - CHE: platynowa płyta - FRA: platynowa płyta - BRA: platynowa płyta - GBR: platynowa płyta - ESP: platynowa płyta - GRE: złota płyta - ARG: platynowa płyta - SWE: platynowa płyta - CHI: platynowa płyta - FIN: 2× platynowa płyta - NOR: platynowa płyta - AUS: 2× platynowa płyta - NZ: złota płyta |
| 2004                                                                                      | The Early Days - Wydany: 1 listopada 2004 - Wytwórnia: EMI - Format: DVD                                                    | 3                            | 2                            | 32                           | 1                            | 76                           | 23                           | 2                            | 12                           | 1                            | 1                            | 1                            | - FIN: platynowa płyta - NOR: złota płyta - GBR: złota płyta - AUS: złota płyta - CAN: 2× platynowa płyta - BRA: złota płyta - USA: platynowa płyta - SWE: platynowa płyta - GRE: platynowa płyta - CHI: złota płyta - ESP: złota płyta - DEU: złota płyta - CHE: złota płyta - FRA: złota płyta |
| 2006                                                                                      | Death on the Road - Wydany: 6 lutego 2006 - Wytwórnia: EMI - Format: DVD                                                    | 1                            | 14                           | 3                            | 1                            | 3                            | 5                            | 1                            | 3                            | 62                           | 78                           | 1                            | - GBR: złota płyta - USA: złota płyta - BRA: złota płyta - SWE: złota płyta - CAN: platynowa płyta - FIN: złota płyta - GRE: złota płyta - ESP: złota płyta - AUS: złota płyta - DEU: złota płyta - FRA: złota płyta |
| 2008                                                                                      | Live After Death (reedycja) - Wydany: 4 lutego 2008 - Wytwórnia: EMI - Format: DVD                                          | 1                            | 2                            | 1                            | 1                            | 1                            | 1                            | 2                            | 2                            | 1                            | 1                            | 1                            | - FIN: platynowa płyta - NOR: złota płyta - GRE: platynowa płyta - GBR: złota płyta - AUS: złota płyta - DEU: złota płyta - USA: platynowa płyta - CAN: 3× platynowa płyta - FRA: złota płyta - AUT: złota płyta - CHE: złota płyta - ESP: złota płyta - ARG: platynowa płyta - BRA: złota płyta - CHI: złota płyta - SWE: platynowa płyta - ITA: złota płyta - IND: złota płyta |
| 2009                                                                                      | Flight 666 - Wydany: 25 maja 2009 - Wytwórnia: EMI - Format: Blu-ray, DVD                                                   | 1                            | 1                            | 1                            | 1                            | 1                            | 4                            | 1                            | 2                            | 2                            | 1                            | 1                            | - GBR: złota płyta - AUS: platynowa płyta - USA: 2× platynowa płyta - CAN: 6× platynowa płyta - BRA: 2× platynowa płyta - GRE: platynowa płyta - DEU: platynowa płyta - FIN: platynowa płyta - FRA: platynowa płyta - AUT: złota płyta - CHE: złota płyta - SWE: platynowa płyta - NOR: platynowa płyta - ITA: złota płyta - NZ: platynowa płyta - ARG: platynowa płyta - IND: platynowa płyta - CHI: 2× platynowa płyta - IRL: złota płyta |
| 2012                                                                                      | En Vivo! - Wydany: 26 marca 2012 - Wytwórnia: EMI - Format: Blu-ray, DVD                                                    | 1                            | 1                            | 1                            | 1                            | 1                            | 2                            | 1                            | 3                            | 2                            | 2                            | 1                            | - GBR: złota płyta - USA: platynowa płyta - CAN: 2× platynowa płyta - DEU: złota płyta - FRA: platynowa płyta - AUT: złota płyta - CHE: złota płyta - SWE: platynowa płyta - FIN: platynowa płyta - ITA: złota płyta - POL: złota płyta - NZ: złota płyta - BRA: złota płyta - CHI: 2× platynowa płyta |
| 2013                                                                                      | Maiden England ’88 - Wydany: 25 marca 2013 - Wytwórnia: EMI - Format: Blu-Ray, DVD                                          | 1                            | 1                            | 2                            | 1                            | 1                            | 1                            | 1                            | 1                            | 1                            | 1                            | 1                            | - CAN: złota płyta - USA: złota płyta - BRA: platynowa płyta - CHI: złota płyta - SWE: złota płyta - FIN: platynowa płyta |
| 2017                                                                                      | The Book of Souls: Live Chapter * - Wydany: 2017 - Wytwórnia: Parlaphone - Format: Digital download Rock Charts             | 1                            | 1                            | 1                            | 1                            | 1                            | 1                            | 1                            | 1                            | 1                            | 1                            | 1                            | – |
| „–” oznacza, że album nie był notowany na danej liście. * video rock/metal digital charts | |                              |                              |                              |                              |                              |                              |                              |                              |                              |                              |                              | |

## Teledyski
| Rok  | Tytuł                                  | Reżyser                          |
| ---- | -------------------------------------- | -------------------------------- |
| 1980 | „Women in Uniform”                     | Doug Smith                       |
| 1981 | „Wrathchild”                           | Dave Hillier                     |
| 1982 | „Run to the Hills”                     | David Mallet                     |
| 1982 | „The Number of the Beast”              | David Mallet                     |
| 1983 | „Flight of Icarus”                     | Jim Yukich                       |
| 1983 | „The Trooper”                          | David Mallet                     |
| 1984 | „2 Minutes to Midnight”                | Tony Halton                      |
| 1984 | „Aces High”                            | Jim Yukich, Kenny Feuerman       |
| 1985 | "Running Free" (live)                  | Jim Yukich                       |
| 1986 | „Wasted Years”                         | Jim Yukich                       |
| 1986 | „Stranger in a Strange Land”           | Julian Caidan                    |
| 1988 | „Can I Play with Madness”              | Julian Doyle                     |
| 1988 | „The Evil That Men Do”                 | Toby Philips, Steve Harris       |
| 1988 | „The Clairvoyant”                      | Toby Phillips                    |
| 1989 | „Infinite Dreams”                      | Steve Harris                     |
| 1990 | „Holy Smoke”                           | Steve Harris                     |
| 1990 | „Tailgunner”                           | Steve Harris                     |
| 1990 | „Bring Your Daughter to the Slaughter” | Steve Harris                     |
| 1992 | „Be Quick or Be Dead”                  | Wing Ko, E. Matthies             |
| 1992 | „From Here to Eternity”                | Ralph Ziman                      |
| 1992 | „Wasting Love”                         | Samuel Bayer                     |
| 1993 | „Fear of the Dark”                     | Samuel Bayer                     |
| 1993 | „Hallowed Be Thy Name”                 | Samuel Bayer                     |
| 1995 | „Man on the Edge”                      | Wing Ko                          |
| 1996 | „Afraid to Shoot Strangers”            | Steve Lazarus, Steve Harris      |
| 1996 | „Lord of the Flies”                    | Steve Lazarus, Steve Harris      |
| 1996 | „Virus”                                | Steve Lazarus, Steve Harris      |
| 1998 | „The Angel and the Gambler”            | Simon Hilton                     |
| 1998 | „Futureal”                             | Steve Lazarus                    |
| 2000 | „The Wicker Man”                       | Dean Karr                        |
| 2000 | „Out of the Silent Planet”             | David Pattenden, Trevor Thompson |
| 2000 | „Brave New World”                      | Dean Karr                        |
| 2003 | „Wildest Dreams”                       | Howard Greenhalgh                |
| 2003 | „Rainmaker”                            | Howard Greenhalgh                |
| 2004 | „No More Lies”                         | Matthew Amos                     |
| 2006 | „The Reincarnation of Benjamin Breeg”  | Matthew Amos                     |
| 2006 | „Different World”                      | Howard Greenhalgh                |
| 2010 | „Satellite 15....The Final Frontier”   | Dirk Maggs                       |
| 2012 | "Blood Brothers" (live)                | Iron Maiden                      |
| 2015 | „Speed of Light”                       | Llexi Leon                       |
| 2016 | „Speed of Light” (live)                | Steve Harris                     |
| 2017 | "Wasted Years" (live)                  | Iron Maiden                      |
| 2021 | "The Writing on the Wall"              | Nicos Livesey                    |
| 2021 | "Stratego"                             | Gustaf Holtenäs                  |
| 2022 | "Stratego" (live)                      | Iron Maiden                      |